# Programmations du Graspop Metal Meeting

Logo du festival.

Le Graspop Metal Meeting, aussi appelé Graspop ou abrégé GMM, est un festival de hard rock, punk rock et heavy metal organisé annuellement à Dessel, dans la région d'Anvers, en Flandre, Belgique.